# Sgùrr a’ Choire Ghlais
Der Sgùrr a’ Choire Ghlais ist ein 1.083 m (3.553 ft) hoher Berg in den schottischen Highlands. Er ist als Munro und Marilyn eingestuft. Sein gälischer Name kann in etwa mit Felsige Spitze des grauen Kars übersetzt werden. Er liegt in einer weitgehend unbesiedelten Berglandschaft der Northwest Highlands im Strathfarrar Forest, etwa 40 Kilometer westlich von Inverness.
In der sich in Ost-West-Richtung zwischen dem südlich liegenden Glen Strathfarrar und dem nördlich benachbarten Glen Orrin erstreckenden Bergkette ist der Sgùrr a’ Choire Ghlais der höchste von insgesamt vier Munros. Gemeinsam mit den beiden östlich benachbarten Munros, dem 992 m (3.255 ft) hohen Càrn nan Gobhar und dem 993 m (3.258 ft) hohen Sgùrr na Ruaidhe umschließt seine markante Gipfelpyramide das obere Coire Mhuillidh, ein Seitental des Glen Strathfarrar. Im oberen Bereich ist der Gipfel abgeflacht und weist ein kleines Gipfelplateau auf, auf dem zwei Cairns und eine trigonometrische Säule zu finden sind. Von diesem Plateau gehen insgesamt vier Grate aus. Der Nordwestgrat führt über den 1.030 m (3.379 ft) hohen Vorgipfel Creag Ghorm a’ Bhealaich zum 1.049 m (3.442 ft) hohen Sgùrr Fhuar-thuill, der der zweithöchste Munro der Kette ist. Vom Nordostgrat besteht über den Sattel Bealach Sneachda ein Übergang zum Càrn nan Gobhar. Zwei weitere Grate verlaufen nach Südwesten und Südosten. Letzterer endet in einem etwa 650 m hohen Sattel, an den sich der 754 m (2.474 ft) hohe Vorgipfel Meall a’ Gheur-fheadain auf der Westseite des Coire Mhuillidh anschließt.

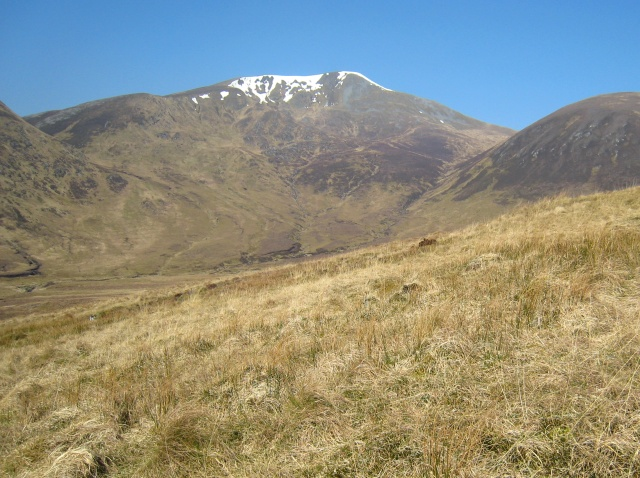
Blick aus dem Coire Mhuillidh von Süden zum Sgùrr a’ Choire Ghlais
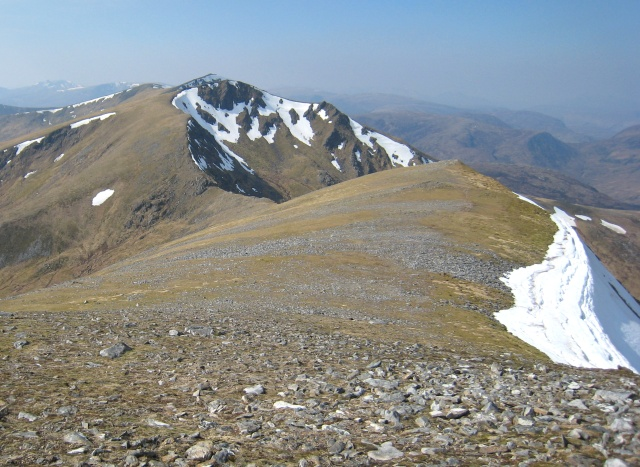
Auf dem Nordwestgrat des Sgùrr a’ Choire Ghlais, Blick nach Nordwesten zum Vorgipfel Creag Ghorm a’ Bhealaich
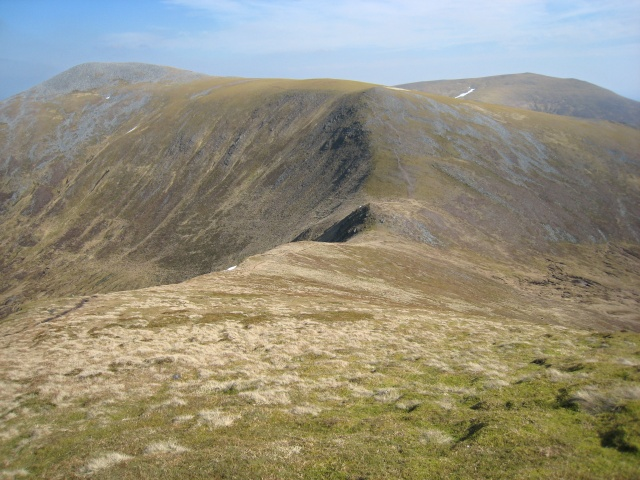
Der Bealach Sneachda östlich des Sgùrr a’ Choire Ghlais, im Hintergrund der Càrn nan Gobhar (links) und der Sgùrr na Ruaidhe (rechts)
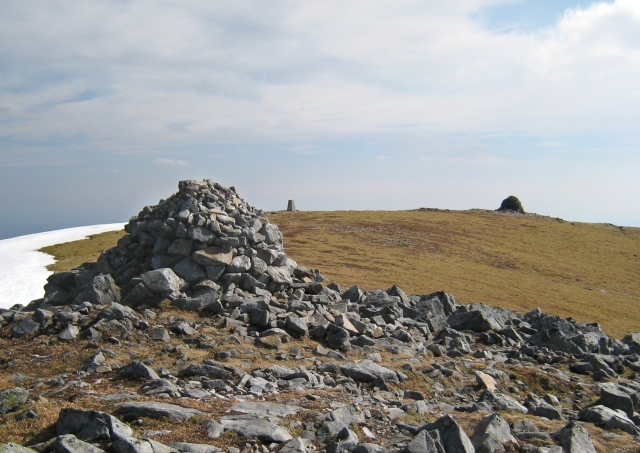
Das Gipfelplateau des Sgùrr a’ Choire Ghlais mit zwei Cairns und einer trigonometrischen Säule

Aufgrund der Lage weit abseits von Siedlungen und öffentlichen Straßen zählen die Munros im Strathfarrar Forest zu den am schwersten zugänglichen Munros. Erreichbar sind sie über eine private Fahrstraße im Glen Strathfarrar, auf der nur beschränkter öffentlicher Verkehr mit einer begrenzten Anzahl Pkw-Fahrten pro Tag erlaubt ist. Der Zustieg führt aus dem Glen Strathfarrar durch das Coire Mhuillidh auf den Südostgrat des Berges und über diesen zum Gipfel. Viele Munro-Bagger besteigen den Berg im Zuge einer Rundtour über alle vier Munros der Bergkette, beginnend mit dem Sgùrr na Ruaidhe. Aus Richtung Norden kann der Sgùrr a’ Choire Ghlais ebenfalls bestiegen werden, allerdings sind hier noch deutlich längere Anmarschwege durch das Glen Orrin oder aus dem Strathconon erforderlich. 